# Hyphydrus sanctus
Hyphydrus sanctus är en skalbaggsart som beskrevs av Sharp 1882. Hyphydrus sanctus ingår i släktet Hyphydrus och familjen dykare. Inga underarter finns listade i Catalogue of Life.